# Новокрымское
Новокры́мское  (до 1945 года Борла́к-Тама́; укр.  Новокримське, крымскотат. Borlaq Tama, Борлакъ Тама) — село в Джанкойском районе Республики Крым, центр Новокрымского сельского поселения (согласно административно-территориальному делению Украины — Новокрымского сельского совета Автономной Республики Крым).

## Население
| 2001 | 2014  |
| ---- | ----- |
| 1273 | ↘1081 |

Всеукраинская перепись 2001 года показала следующее распределение по носителям языка
| Язык             | Процент |
| ---------------- | ------- |
| русский          | 66.38   |
| крымскотатарский | 16.58   |
| украинский       | 16.34   |
| другие           | 0.47    |

### Динамика численности
| - 1805 год — 153 чел. - 1864 год — 64 чел. - 1886 год — 159 чел. - 1889 год — 289 чел. - 1892 год — 195 чел. - 1900 год — 117 чел. - 1915 год — 89/55 чел. | - 1926 год — 148 чел. - 1939 год — 164 чел. - 1974 год — 1100 чел. - 1989 год — 1148 чел. - 2001 год — 1273 чел. - 2014 год — 1081 чел. |

## Современное состояние
На 2017 год в Новокрымском числится 12 улиц и 1 переулок; на 2009 год, по данным сельсовета, село занимало площадь 363 гектара на которой, в 346 дворах, проживало 1,2 тысячи человек. В селе действуют средняя общеобразовательная школа, детский сад «Ромашка», дом культуры, библиотека, отделение Почты России, церковь святых равноапостольных Кирилла и Мефодия, мечеть. Село связано автобусным сообщением с райцентром, городами Крыма и соседними населёнными пунктами.

## География
Новокрымское — село на западе района, в степном Крыму, высота центра села над уровнем моря — 20 м. Соседние сёла: Павловка в 2,5 км на юг, Источное в 3,7 км на северо-северо-запад и Пахаревка примерно в 6 километрах на север, там же ближайшая железнодорожная станция Пахаревка (на линии Джанкой — Армянск). Расстояние до райцентра — около 23 километров (по шоссе). Транспортное сообщение осуществляется по региональным автодорогам 35А-001 граница с Украиной — Джанкой — Феодосия — Керчь и 35Н-187 Целинное — Павловка (по украинской классификации — М-17 и С-0-10463 и С-0-10459).

## История
Первое документальное упоминание села встречается в Камеральном Описании Крыма… 1784 года, судя по которому, в последний период Крымского ханства Борлак входил в Сакал кадылык Перекопского каймаканства.
После присоединения Крыма к России (8) 19 апреля 1783 года, (8) 19 февраля 1784 года, именным указом Екатерины II сенату, на территории бывшего Крымского Ханства была образована Таврическая область и деревня была приписана к Перекопскому уезду. После Павловских реформ, с 1796 по 1802 год, входила в Перекопский уезд Новороссийской губернии. По новому административному делению, после создания 8 (20) октября 1802 года Таврической губернии, Бурлак-Тама был включён в состав Джанайской волости Перекопского уезда.
По Ведомости о всех селениях в Перекопском уезде состоящих с показанием в которой волости сколько числом дворов и душ… от 21 октября 1805 года, в деревне Бурлак-Тама числилось 24 двора, 148 крымских татар и 5 ясыров. На военно-топографической карте 1817 года деревня Бурлак тама обозначена с 30 дворами. После реформы волостного деления 1829 года БурлакТома, согласно «Ведомости о казённых волостях Таврической губернии 1829 года», остался в составе Джанайской волости. На карте 1836 года в деревне Борлак Тама 31 двор, как и на карте 1842 года.
В 1860-х годах, после земской реформы Александра II, деревню определили центром Бурлак-Таминской волости. В «Списке населённых мест Таврической губернии по сведениям 1864 года», составленном по результатам VIII ревизии 1864 года, Бурлак-Тама — казённая татарская деревня с 15 дворами, 64 жителями и мечетью при колодцах. По обследованиям профессора А. Н. Козловского начала 1860-х годов, вода в 3 колодцах деревни была пресная, а в 4 — солёная, а их глубина колебалась от 9 до 10 саженей (18—21 м). Согласно «Памятной книжке Таврической губернии за 1867 год», деревня была покинута жителями и оставалась в развалинах, вследствие эмиграции крымских татар, особенно массовой после Крымской войны 1853—1856 годов, в Турцию. Видимо, Борлак Таму всоре заселили вновь, поскольку, если на трехверстовой карте 1865 года деревня просто обозначена, то на карте, с корректурой 1876 года в деревне обозначено 24 двора. В 1971 году Перекопское уездное земское собрание отдало на откуп на следующие 3 года местную почтовую станцию за 345 рублей (в предыдущее трёхлетие сумма откупа составляла 350 рублей).
На 1886 год в деревне, согласно справочнику «Волости и важнѣйшія селенія Европейской Россіи», проживало 159 человек в 27 домохозяйствах, действовала мечеть, земская почтовая станция, лавка. Также числилось волостное правление, как центра Бурлактаминской волости, из других документов пока не известной. В «Памятной книге Таврической губернии 1889 года», по результатам Х ревизии 1887 года, в деревне Борлак-Тома, заселённой выходцами из материковой России, уже числился 61 двор и 289 жителей.
После земской реформы 1890 года Бурлак-Таму отнесли к Богемской волости. Согласно «…Памятной книжке Таврической губернии на 1892 год», в деревне, составлявшей Бурлак-Таминское сельское общество, было 195 жителей в 25 домохозяйствах. По «…Памятной книжке Таврической губернии на 1900 год» в Борлак-Таме числилось 117 жителей в 19 дворах. На 1914 год в селении действовало татарское министерское училище. По Статистическому справочнику Таврической губернии. Ч.II-я. Статистический очерк, выпуск пятый Перекопский уезд, 1915 год, в деревне Бурлак-Тама Богемской волости Перекопского уезда числилось 27 дворов (23 двора с землёй, 4 — безземельные) с татарским населением в количестве 89 человек приписных жителей и 55 — «посторонних», из которых 136 мужчин и 69 женщин. Жители владели 636 десятинами удобной земли. В хозяйствах имелось 54 лошади и 25 коров.
После установления в Крыму Советской власти, по постановлению Крымревкома от 8 января 1921 года № 206 «Об изменении административных границ» была упразднена волостная система и в составе Джанкойского уезда был создан Джанкойский район. В 1922 году уезды преобразовали в округа. 11 октября 1923 года, согласно постановлению ВЦИК, в административное деление Крымской АССР были внесены изменения, в результате которых округа были ликвидированы, основной административной единицей стал Джанкойский район и село включили в его состав. Согласно Списку населённых пунктов Крымской АССР по Всесоюзной переписи 17 декабря 1926 года, в селе Борлак-Тома, центре Борлак-Томакского сельсовета (в коем состоянии пребывает всю дальнейшую историю) Джанкойского района, числилось 29 дворов, из них 28 крестьянских, население составляло 148 человек, из них 87 татар, 45 русских, 9 греков, 7 белорусов, действовали русская и татарская школы. Постановлением ВЦИК «О реорганизации сети районов Крымской АССР» от 30 октября 1930 года, был вновь создан Биюк-Онларский район, на этот раз — как немецкий национальный в который включили село. По данным всесоюзной переписи населения 1939 года в селе проживало 164 человека.
Во время Великой Отечественной войны, в октябре 1941 года, после фашистов на Перекопе, в районе Чокрака бойцы 354 стрелкового и гаубичного полков 106-й стрелковой дивизии 9-го стрелкового корпуса трое суток сдерживали противника, не давая ему возможности отрезать наши части у Сиваша и на Чонгаре. В тех боях погибло около 250 оставшихся безымянными воинов, похороненных здесь же в братской могиле. В апреле 1944 года, при освобождении Крыма, в окрестностях сёл Чокрак, Павловка и Борлак-Тама погибли и были захоронены воины 1369 стрелкового полка 417 дивизии, 6-й гвардейской танковой бригады, 32-й отдельной танковой бригады, 22-го отдельного танкового полка и других частей. 8 мая 1975 года было произведено перезахоронение останков воинов в братскую могилу в Новокрымском. На могиле устроен мемориал — скульптура солдата на постаменте, три стелы с мемориальными табличками, две мемориальные плиты и символ Вечного огня. П, постановлением Совета министров Республики Крым № 627 от 20 декабря 2016 года памятник отнесён к категории объектов культурно-исторического наследия России регионального значения.
В 1944 году, после освобождения Крыма от фашистов, согласно постановлению ГКО № 5859 от 11 мая 1944 года, 18 мая крымские татары были депортированы в Среднюю Азию. 12 августа 1944 года было принято постановление № ГОКО-6372с «О переселении колхозников в районы Крыма» и в сентябре 1944 года в район приехали первые новоселы (27 семей) из Каменец-Подольской и Киевской областей, а в начале 1950-х годов последовала вторая волна переселенцев из различных областей Украины.
Указом Президиума Верховного Совета РСФСР от 21 августа 1945 года Борлак-Тома был переименован в Ново-Крымское и Борлак-Томакский сельсовет — в Ново-Крымский. С 25 июня 1946 года Ново-Крымское в составе Крымской области РСФСР. Указом Президиума Верховного Совета РСФСР от 18 мая 1948 года, к Ново-Крымскому присоединили сёла Татаркой и Ногай-Тама. С 1950 года село в состав колхоза «Путь Ленина» (по другим данным — с 1960 года). 26 апреля 1954 года Крымская область была передана из состава РСФСР в состав УССР. На 1974 год в Новокрымском числилось 1100 жителей. По данным переписи 1989 года в селе проживало 1148 человек. С 12 февраля 1991 года село в восстановленной Крымской АССР, 26 февраля 1992 года переименованной в Автономную Республику Крым. В октябре 1992 года колхоз «Путь Ленина» был преобразован в КСП «Новокрымское». С 21 марта 2014 года в составе Крыма аннексировано Россией.